# Województwo podlaskie (Królestwo Polskie)

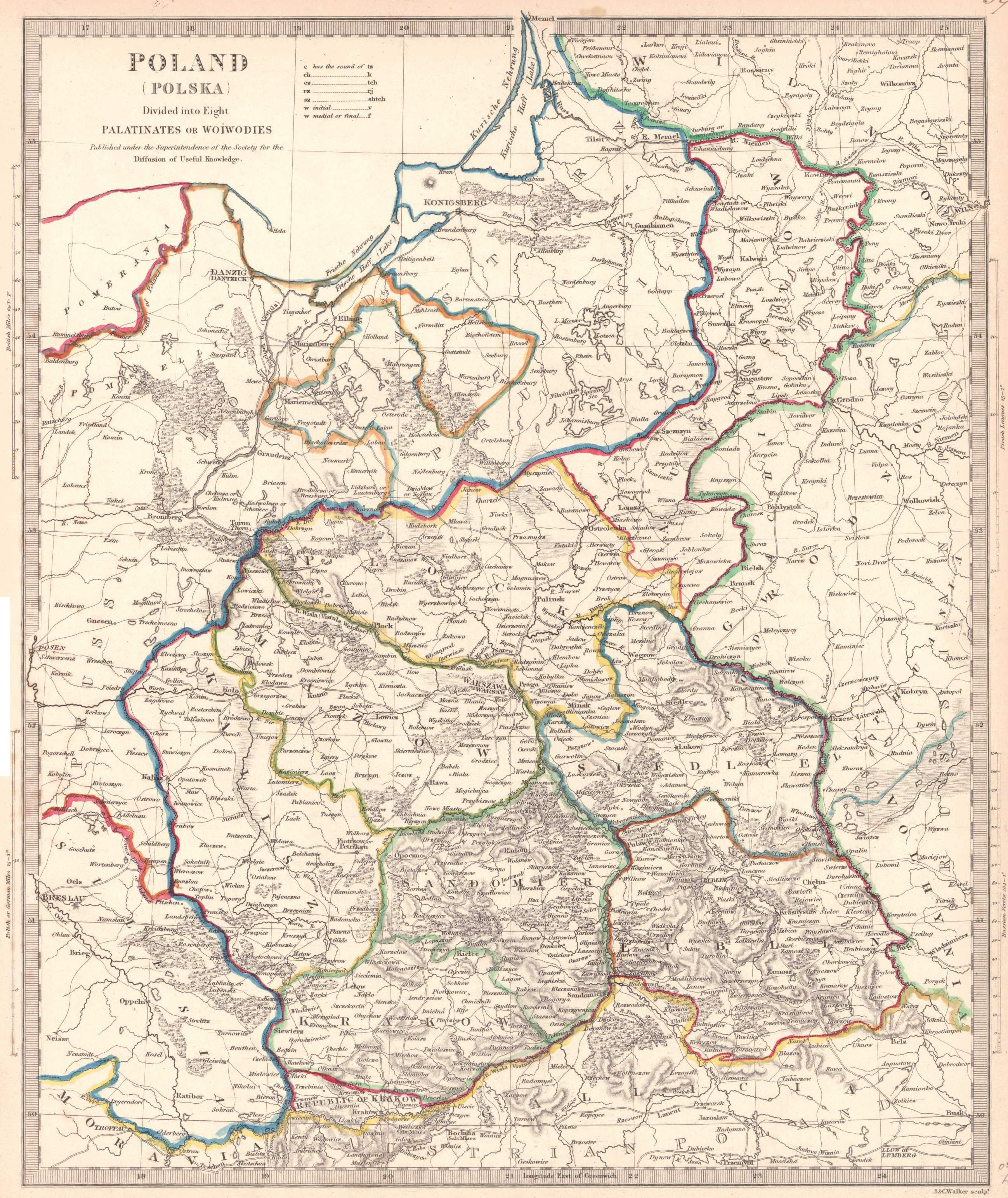
Królestwo Polskie, mapa, Londyn 1831

Województwo podlaskie – województwo Królestwa Polskiego istniejące w latach 1816–1837 (oraz 1863) ze stolicą w Siedlcach. Ukazem Mikołaja I z 23 lutego?/7 marca 1837 zostało przemianowane na gubernię podlaską.
Województwo dzieliło się na 4 obwody i 9 powiatów:
- obwód bialski
  - powiat bialski
  - powiat łosicki
- obwód łukowski
  - powiat łukowski
  - powiat garwoliński
  - powiat żelechowski
- obwód radzyński
  - powiat radzyński
  - powiat włodawski
- obwód siedlecki
  - Powiat siedlecki (1867-1975)
  - powiat węgrowski

W czasie powstania styczniowego Rząd Narodowy dnia 28 marca 1863 r. ogłosił Regulamin władz administracyjnych w byłym Królestwie Kongresowym. Według regulaminu zniesiono podział administracyjny na gubernie, a zamiast tego byłe Królestwo Kongresowe podzielono na osiem województw w granicach z 1816 r. Na części terenów guberni lubelskiej przywrócono województwo podlaskie w granicach z 1816 r.